# Stiphropus scutatus
Stiphropus scutatus är en spindelart som beskrevs av Lawrence 1927. Stiphropus scutatus ingår i släktet Stiphropus och familjen krabbspindlar.
Artens utbredningsområde är Namibia. Inga underarter finns listade i Catalogue of Life.